# Scorpaena agassizii
Scorpaena agassizii — риба родини скорпенових. Зустрічається в водах західної Атлантики від узбережжя Північної Кароліни, США, і півночі Мексиканської затоки до півночі Південної Америки.. Морська демерсальна тропічна риба, що сягає 20.0 см довжиною.